# أسل عملاق
أسل عملاق (الاسم العلمي: Juncus giganteus) نوع نباتي يتبع جنس الأسل وينتمي إلى الفصيلة الأسلية.